# Národní rada (Monako)
Národní rada (francouzsky: Conseil national; monacky: Cunsiyu naçiunale) je unikamerální parlament (zákonodárný orgán) Monackého knížectví. Národní rada, která vznikla v roce 1911 po monacké revoluci, měla zpočátku 12 členů, v roce 1962 se jejich počet zvýšil na 18 a od roku 2002 na 24 členů, kteří jsou voleni ze seznamů ve všeobecných volbách. Národní radě předsedá předseda, který byl původně jmenován suverénním knížetem, ale od roku 1962 je volen členy Národní rady. Současnou předsedkyní Národní rady je Brigitte Bocconeová-Pagèsová.

## Dějiny
Monacká revoluce roku 1910 byla série konfrontací poddaných Monaka proti jejich vládci, knížeti Albertu I. Dne 28. března 1910 kníže Albert I. souhlasil s konáním všeobecných voleb do parlamentu. To vedlo ke konci absolutní monarchie a vyhlášení ústavy Monaka dne 7. ledna 1911. Volby se konaly pro 12 členů, přičemž kníže Albert I. si ponechal právo jmenovat předsedu parlamentu. Ustavující schůze nového parlamentu se konala 3. května 1911.
Ústava byla přepracována v roce 1962, což dalo Národní radě větší pravomoci (včetně volby prezidenta komory) a zvýšilo počet jejích členů na 18. V roce 2002 byly provedeny další změny ústavy, které dále zvýšily odpovědnost Národní rady a zvýšily počet jejích členů na 24.

## Popis
Orgán se skládá z dvaceti čtyř členů, kteří jsou voleni ze seznamů ve všeobecných volbách. Z toho je 16 křesel obsazeno z většinových seznamů a 8 křesel je obsazeno poměrně ze seznamů, které získají více než 5 % hlasů. Členové rady slouží po dobu pěti let, a přestože mohou při projednávání legislativy nebo státního rozpočtu jednat nezávisle na knížeti, kníže sdílí moc s Národní radou. Může ji kdykoli rozpustit, pokud do tří měsíců proběhnou nové volby. Aby byli lidé oprávněni volit, musí být starší 25 let a mít občanství.
Rada se schází nejméně dvakrát ročně, aby hlasovala o rozpočtu země a zákonech navržených vládou knížete. Nařízení (exekutivní příkazy) jsou projednávány v Radě vlády a jakmile jsou schváleny, musí být do osmdesáti dnů předloženy knížeti k podpisu, což je činí právně vymahatelnými. Nevyjádří-li námitky do deseti dnů od podání, nabývají platnosti. Současná předsedkyně Národní rady je Brigitte Bocconeová-Pagèsová.

## Předsedové
| Předseda                     | Strana | Strana                      | Období    | Zvolen         | Ref.   |
| ---------------------------- | ------ | --------------------------- | --------- | -------------- | ------ |
| Eugène Marquet               |        |                             | 1911–1914 | 1911           | [ 5 ]  |
| Rozpustil: Albert I.         |        |                             |           |                |        |
| Eugène Marquet               |        |                             | 1918–1928 | 1918 1921      | [ 5 ]  |
| Jean Marsan                  |        |                             | 1929      | 1929           | [ 6 ]  |
| Eugène Marquet               |        |                             | 1930      |                | [ 5 ]  |
| Rozpustil: Ludvík II.        |        |                             |           |                |        |
| Henri Settimo                |        |                             | 1933–1944 | 1933           | [ 7 ]  |
| Charles Bellando             |        |                             | 1944–1950 | 1946           | [ 8 ]  |
| Louis Aureglia-Cima          |        |                             | 1950–1954 | 1950           | [ 9 ]  |
| Joseph Simon                 |        |                             | 1954–1955 |                | [ 10 ] |
| Louis Aureglia-Cima          |        |                             | 1955–1958 | 1955           | [ 9 ]  |
| Joseph Simon                 |        | Národní unie nezávislých    | 1958–1959 | 1958           | [ 10 ] |
| Rozpustil: Rainier III.      |        |                             |           |                |        |
| Joseph Simon                 |        | Národní a demokratická unie | 1962–1968 | 1963           | [ 10 ] |
| August Médecin               |        | Národní a demokratická unie | 1968–1978 | 1968 1973      | [ 11 ] |
| Jean-Charles Rey             |        | Národní a demokratická unie | 1978–1993 | 1978 1983 1988 | [ 12 ] |
| Jean-Louis Campora           |        | Národní a demokratická unie | 1993–2003 | 1993 1998      | [ 13 ] |
| Stéphane Valeri              |        | Unie pro knížectví          | 2003–2010 | 2003 2008      | [ 14 ] |
| Jean-François Robillon       |        | Union Monégasque            | 2010–2013 |                | [ 15 ] |
| Laurent Nouvion              |        | Shromažďování & Problémy    | 2013–2016 | 2013           | [ 16 ] |
| Christophe Steiner           |        | Horizont Monako             | 2016–2018 |                | [ 17 ] |
| Stéphane Valeri              |        | Priorité Monaco             | 2018–2022 | 2018           | [ 18 ] |
| Brigitte Bocconeová-Pagèsová |        | Priorité Monaco             | 2022–     | 2023           | [ 19 ] |